# Хотеж Колодязь
Хотеж Колодязь (рос. Хотеж Колодезь) — присілок в Біловському районі Курської області Російської Федерації.
Населення становить 99 осіб. Входить до складу муніципального утворення Щеголянська сільрада.

## Історія
Населений пункт розташований на території українського етнічного та культурного краю Східна Слобожанщина.
Від 2004 року входить до складу муніципального утворення Щеголянська сільрада.

## Населення
| 2002 | 2010 |
| ---- | ---- |
| 164  | ↘99  |